# Salticus arenarius
Salticus arenarius är en spindelart som beskrevs av Lucas 1846. Salticus arenarius ingår i släktet Salticus och familjen hoppspindlar. Inga underarter finns listade i Catalogue of Life.